# Victor Svedberg
Victor Emanuel Svedberg, född 15 maj 1909 i Sköns socken, död 1 november 1986 i Lycksele, var en svensk präst.
Svedberg var son till hemmansägaren och kyrkväktaren Oskar Svedberg och Augusta Bergman. Han blev teologie kandidat vid Uppsala universitet 1936, garnisonspastor i Boden 1938, komminister i Umnäs 1944, detsamma i Lycksele 1951 och var kyrkoherde i Arvidsjaur 1959–1974. Svedberg var även ledamot av Nordstjärneorden. Han var sedan 1938 gift med Karin Viklund, med vilken han hade tre barn.